# Tuinwijk Klein Rusland

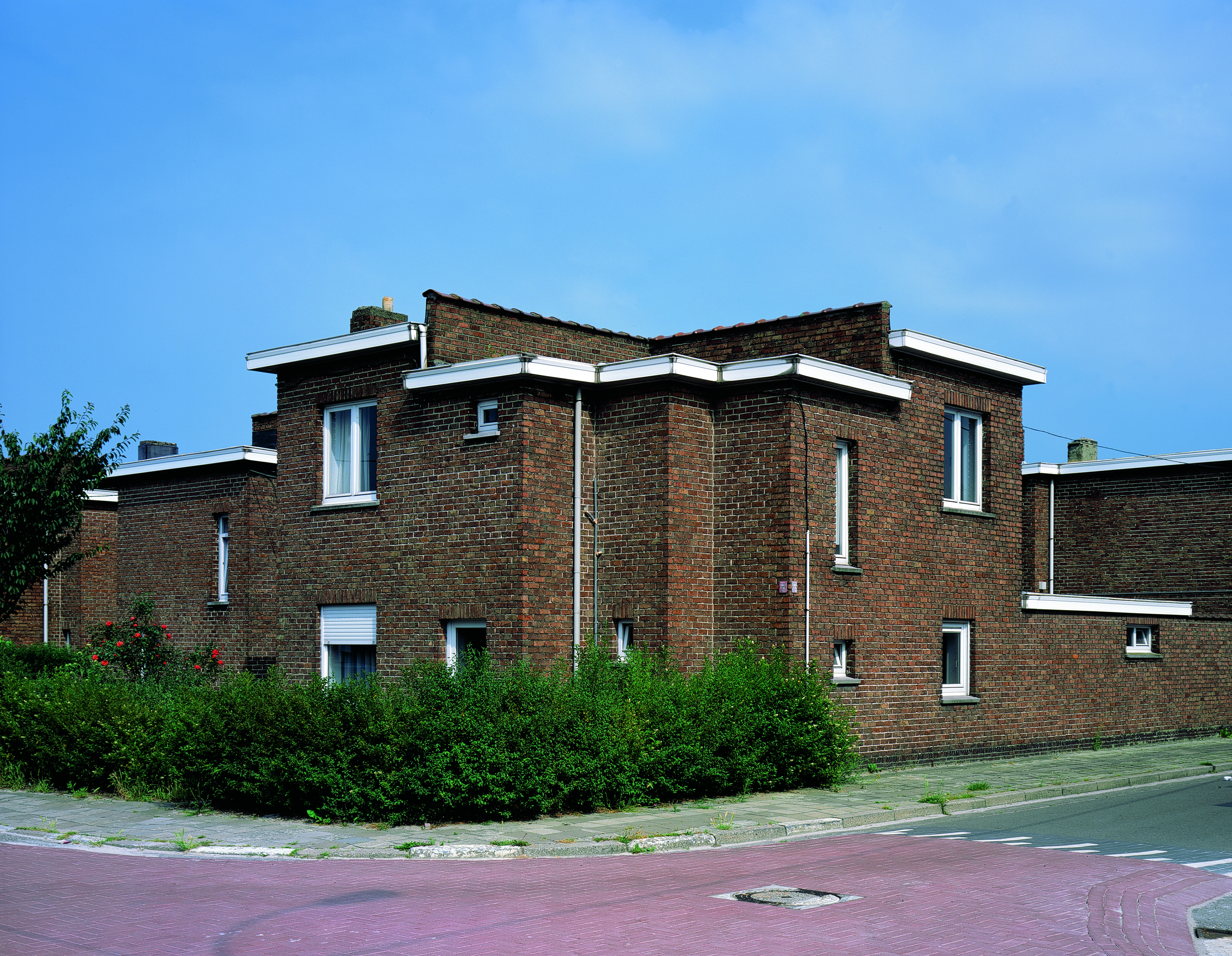
Typische woning zoals ontworpen door Huib Hoste

De Tuinwijk Klein Rusland is een tuinwijk in de Belgische gemeente Zelzate. De wijk ligt langs het kanaal Gent-Terneuzen, net ten zuiden van de snelweg A11/E34. Klein Rusland staat voor de eerste modernistische tuinwijk in België.

## Geschiedenis
In 1920 ontwierpen de architect Huib Hoste en de urbanist Louis Van der Swaelmen een tuinwijk van 300 woningen met winkels en energievoorzieningen op het vermelde terrein. Het plan werd ontworpen op gronden aangekocht door de opgerichte cel van de Nationale Maatschappij voor Goedkope Woningen en Woonvertrekken. In de praktijk bouwde men tussen 1921 en 1927 in totaal 168 woningen  en een hotel voor alleenstaanden. Men bouwde eveneens een watertoren. Het geheel kwam tot stand door toedoen van Napoleon De Meyer, een aannemer uit Zelzate.
De wijk ontleent haar naam aan A. Veretennicof, een vroegere luitenant-generaal bij het keizerlijk Russisch leger die na de Oktoberrevolutie uit Rusland vluchtte, dan in Zelzate belandde en toezichter was bij de bouw van de tuinwijk. Veretennicof werd ook de eerste bewoner van de wijk.
De architecturale en urbanistische uitwerking van Klein Rusland stond in de jaren 20 van de 20ste eeuw aan de spits van de internationale ontwikkelingen in het genre. De architectuur van de wijk is beïnvloed door de De Stijlvormgeving doordat de ontwerper Huub Hoste een tijd voordien in Nederland verbleef. De urbanist Van der Swaelmen paste hier het lijnconcept toe langs het kanaal Gent-Terneuzen.
Ondertussen beschermde Ruimte en Erfgoed vier woningen van deze wijk.

### Toekomst van de wijk
In 2012 vatte men het plan op om deze woningen een opknapbeurt te geven. Er ging een grondige studie van de wijk aan vooraf.
Verkrotting, leegstand en de mogelijke bouw van een nieuwe tunnel onder het kanaal Gent-Terneuzen bedreigen het behoud van de wijk. In Brussel ligt de gelijkaardige tuinwijk Kapelleveld die grondig gerenoveerd werd en aangeeft dat er een redding voor de tuinwijk mogelijk is. Begin 2017 werden er door de Vlaamse regering aan de bewoners vijf mogelijke toekomstscenario's voorgesteld (variërend van grondige restauratie tot volledige afbraak) waarbij de bewoners medezeggenschap kregen over de toekomst. In april 2018 was er nog steeds geen besluit genomen, maar op 29 juni vermeldt de pers de beslissing van afbraak binnen een periode van 10 jaar. Aan de huidige bewoners van een 160-tal huizen van de wijk werd een nieuwe woning beloofd. 

Aan het bewonersprotest tegen de afbraak van het geheel werd in het voorjaar 2020 gehoor gegeven door de Minister van Wonen Matthias Diependaele. Deze gaf opdracht aan de huisvestingsmaatschappij om binnen het half jaar een visie met toekomstplannen voor deze wijk te ontwikkelen. 

## Ligging en architectuur
De tuinwijk Klein Rusland bestaat uit Achille De Clercqlaan nummers 1-8, Albert Mechelincklaan nummers 1-17 en 2-16, Dimitri Peniakofflaan nummers 1-31 en 2A-26, Jozef De Tillouxlaan nummers 1-17 en 2-18, Kardinaal Mercierplein nummers 1-41 en 2-40, Koophandelsplein nummers 1-29 en 2-28, Opgeëistenstraat nummers 1-9 en 2-4, Schoolstraat nummers 1-7 en 2-24, Strijderslaan nummers 1-19 en 2-16, Verminktenlaan nummers 1-15 en 2-20 en Vrijwilligerslaan nummers 3-13 en 4-36.
De woningen zijn gebouwd in hoogovencement, een cement waarin hoogovenslakken zijn verwerkt.

## Trivia
- In Klein Rusland werden opnames gedaan voor verscheidene films, waaronder Noordzee, Texas en Groenten uit Balen.